# Наступний прохід
Наступний прохід (англ. Next Aisle Over) — американська короткометражна кінокомедія 1919 року з Гарольдом Ллойдом в головній ролі.

## Сюжет
Гарольд наймається продавцем взуття в магазин.

## У ролях
- Гарольд Ллойд — енергійна людина
- Снуб Поллард — підкаблучник
- Бібі Данієлс — Віра Де Люк
- Семмі Брукс
- Біллі Фей
- Вільям Гіллеспі
- Лью Харві
- Воллес Хоу
- Бад Джеймісон
- Маргарет Джослін